# Dácit
A dácit a magmás kőzetek egyike. Nevét Daciáról, azaz Erdélyről kapta, ahol a belső-kárpáti vulkáni ív egykori tűzhányóinak környékén nagyon sok található belőle. Magyarország mai területén a kárpáti miocén szinorogén vulkanizmusához kapcsolódóan a Visegrádi-hegységben, a Börzsönyben és a Mátrában foltokban fordul elő.

## Összetétel
Ásványos összetétele szerint túltelített, savanyú (felzikus) kiömlési, illetve kis mélységi (5 km felett) kőzet, szilícium-dioxid tartalma 65–70%-os, ezért mindig van benne szabad kvarc. Ha ennél több szilíciumot tartalmaz, akkor riolit, ha ennél kevesebbet, akkor trachit a kőzet neve. Az ilyen összetételű kőzetek közül csak a neovulkanitokat nevezzük dácitnak, azaz a harmad- és negyedidőszaki képződményeket. Ugyanezt az összetételt a kréta–paleogén határ előtt (65 millió évesnél régebbi) kvarcporfiritnek, mélységben megrekedt, és ott lehűlő, kikristályosodó változatát granodioritnak nevezzük. Jellemző ásványai szilícium-dioxid, alumínium-oxid, nátrium-oxid és kálium-oxid tartalmúak. Ezek a kvarc, földpátok, amfibol, biotit, plagioklászok, gránát és piroxének. Hialinos (üveges) változata a perlit.

## Jellemzés
A dácit a vulkanizmus felszíni vagy felszínközeli tevékenységének terméke. Ha láva formájában kiömlik, akkor az ezt megelőző kitörés biztosan explozív (robbanásos) jellegű, ellentétben a bázikusabb lávát termelő tűzhányókkal. A nagy szilíciumtelítettség miatt ez a láva sűrű, nehezen folyó, elasztikus jellegű, ezért nehezen talál utat a kráteren keresztül. Mire elegendő nyomás gyűlik össze a kipréseléséhez, addigra a vulkán felrobbanása is megtörténhet. A dácitos kitörések gyakran járnak riolitos hamuszórással, piroklasztikus torlóárral. Jellegzetes példája a Mount Saint Helens ismert katasztrófája, ahol a dácit másik jellemzője, a lávadóm is kialakult.
A dácit alapanyagát képző magma azért erősen szilikátos, mert vastag (kontinentális) kéreglemezen hatol át. A vulkanizmus tektonikus szakaszaiban csak szinorogén és szubszekvens tevékenységgel járhat együtt. Következésképp hegységképződéshez, szubdukcióhoz és posztorogén hegyvidéki törések felnyílásához köthető. Gyakran alkot lakkolitokat, mivel nagy sűrűsége miatt nem jut el a felszínig, csak felboltozza azt.
A kőzet szövete nem irányított, szerkezete porfiros vagy mikrokristályos, tömött.

## Előfordulás
Egy igen jellegzetes előfordulása a dunabogdányi Csódi-hegy évszázadok óta bányászott lakkolitja. Erről korábban azt gondolták, hogy andezit, és csak az 1990-es évek vizsgálatai derítették ki, hogy valójában biotitos amfiboldácit. A feltörekvő magma 14,8 millió éve, a középső miocénben a felszín elérése előtt nem sokkal megszilárdult, miután felnyomta a durvaszemű homokkőből és aleurolitból álló fedőrétegeket. E fedők kontakt metamorfózist szenvedtek. A metamorf fok nem túl magas, mert a riolitos–dácitos lávák mire áttörnek a földkérgen, erősen lehűlnek, ritkán haladják meg a 700 °C-ot. A magma lehűlésének hidrotermális szakaszában limonitosodtak. Ez a magas vastartalomra utal. Ugyanekkor a kőzetben még mindig volt elegendő szilícium és mindenféle fémek, ezért változatos zeolitok alakultak ki a dácit üregeiben.